# CRAZY-ISM クレイジズム
『CRAZY-ISM クレイジズム』は、2011年の日本映画。

## 概要
密室を舞台としたクライムサスペンス。馬場良馬初主演。
第35回モントリオール世界映画祭の“Focus on World Cinema部門”に正式出品される。窪田将治監督にとって前作『失恋殺人』に続き2年連続の快挙となった。
撮影場所として女子プロレス団体の道場が使われた。狂気を演出するため、40時間以上に及ぶ連続撮影が行われたという。

## キャスト
- 北沢辰也 - 馬場良馬
- 野間美奈 - 安亜希子
- 上野一成 - 植野堀まこと
- 谷中洋平 - 標永久
- 宮脇千絵 - 土方くるみ
- 守屋潤一 - 草野康太
- 荒井志郎
- 志田光
- 藤本つかさ

## スタッフ
- 監督、脚本、編集：窪田将治
- エグゼクティブプロデューサー：佐藤肇
- プロデューサー：斉藤三保
- 撮影監督：松林彩
- 録音：田邊茂男
- ヘアメイク：藤川美紗
- 音楽：與語一平
- 衣装提供：ブロンコ
- 製作：ネオプラス、FAITHentertainment
- 企画、制作、配給：FAITHentertainment

## 公開劇場
- 東京：シネマート六本木（2011年4月）
- 大阪：シネ・ヌーヴォ（2011年8月）

## 映画祭
- 第35回モントリオール世界映画祭“Focus on World Cinema部門”
- 第13回ハンブルク日本映画祭